# Лысянка (Черкасская область)
Лы́сянка (Лисянка, укр. Лисянка) — бывшее местечко, посёлок в Звенигородском районе Черкасской области Украины, общинный центр Лысянской поселковой общины.

## История
Населённый пункт впервые упоминается в исторических документах в 1593 году. Название поселения происходит от горы Лысой и речки Лыски. В 1622 году по универсалу польского короля Сигизмунда III она перешла во владения Даниловича и тогда же получила Магдебургское право в составе Подольского воеводства. В 1630 году казаки, крестьяне, городская беднота выгнали из города и его окрестностей польскую шляхту и присоединились восставшим отрядам под руководством Тараса Трясилы. Лысянка сыграла значительную роль в национально-освободительной войне 1648—1657 годов. Тогда был создан Лысянский казацкий полк, впервые упомянутый в 1649 году летописцем Самовидцем. В 1664—1665 годах Лысянщина стала одним из центров крестьянско-казацкого восстания во главе с казацкими предводителями Вареницей и Сулимой. В 1665 году по приказу гетмана Тюри в Лысянку прибыл карательный отряд, но в боях с повстанцами он потерпел поражение. В 1674 году Лысянка была разорена татарами. В 1702—1704 годах лысянские крепостные участвовали в антифеодальном восстании под руководством Семёна Палия, и истребили здесь шляхту и евреев, поддерживали гайдамацкое восстание 1750 года. В районе Лысянки произошло восстание 1761 года. 
В 1768 году запорожец Железняк распустив слух, что у него имеется указ императрицы Екатерины («Золотая грамота»), предписывающий восстать против поляков за притеснение православия и избивать их, собрал вокруг себя большой отряд гайдамаков взял местечко Жаботин, потом местечко Лисянку, перебил спасавшихся здесь шляхтичей и евреев и направился к замку Потоцких, Умани. В 1768 году Лысянка стала одним из важных очагов антифеодального восстания под названием Колиивщина: в июне в урочище Добрый состоялась встреча вожаков восстания Максима Железняк и Семёна Неживого.
В 1870-х годах в Лысянке появляются большие на то время промышленные предприятия — винокуренный и пивоваренный заводы, кирпичный завод, ветряная и водяная мельницы, маслобойня, крупорушка. 1905—1907 годы ознаменовались массовыми революционными выступлениями. Организаторами их были местные учителя С. Полищук, Н. Артеменко и крестьяне Ф. Дробот, И. Приходько, И. Проскура, Я. Горян. В феврале 1918 года Лысянская организация УТСР приняла декларацию о признании Украины самостоятельным государством. Из Лысянки были изгнаны войска Центральной рады, созданы советские органы власти — ревком и совет рабочих и крестьянских депутатов, который возглавлял П. Иващенко. В марте 1918 года Лысянку оккупировали австро-германские войска. 3 июня 1918 года в Лысянке по инициативе демобилизованных бойцов Красной армии И. Проскуры и В. Махоры организована комсомольская ячейка. В 1922 году во всех сёлах Лысянской волости образованы комитеты взаимопомощи.
В 1923—2020 годах Лысянка была центром одноимённого района.
3 января 1932 года начала издаваться районная газета «Ударник Лисянщины».
В годы Великой Отечественной войны — с августа 1941 по февраля 1944 — селение находилось под немецкой оккупацией. В феврале 1944 года населённый пункт был освобождён в ходе Корсунь-Шевченковской наступательной операции войск 1-го и 2-го Украинских фронтов РККА, проведённой в период 24 января — 17 февраля 1944 года с целью уничтожения корсунь-шевченковской группировки Вермахта, бывшей частью стратегического наступления советских войск на Правобережной Украине (Днепровско-Карпатская операция).
В мае 1995 года Кабинет министров Украины утвердил решение о приватизации находившихся здесь АТП-17145, райсельхозтехники и райсельхозхимии, в июле 1995 года было утверждено решение о приватизации рыбоводно-мелиоративной станции.
В 1996 году посёлок был газифицирован.

## Население
В январе 1989 года численность населения составляла 8858 человек.
На 1 января 2013 года численность населения составляла 8136 человек.

### Языковой состав
Родной язык населения по данным переписи 2001 года:
| Язык       | Численность, чел. | Доля     |
| ---------- | ----------------- | -------- |
| Украинский | 7 968             | 97,64 %  |
| Русский    | 160               | 1,96 %   |
| Другие     | 33                | 0,40 %   |
| Итого      | 8 161             | 100,00 % |

## Галерея

Свято-Михайловская церковь
Памятник молодому Тарасу Шевченко
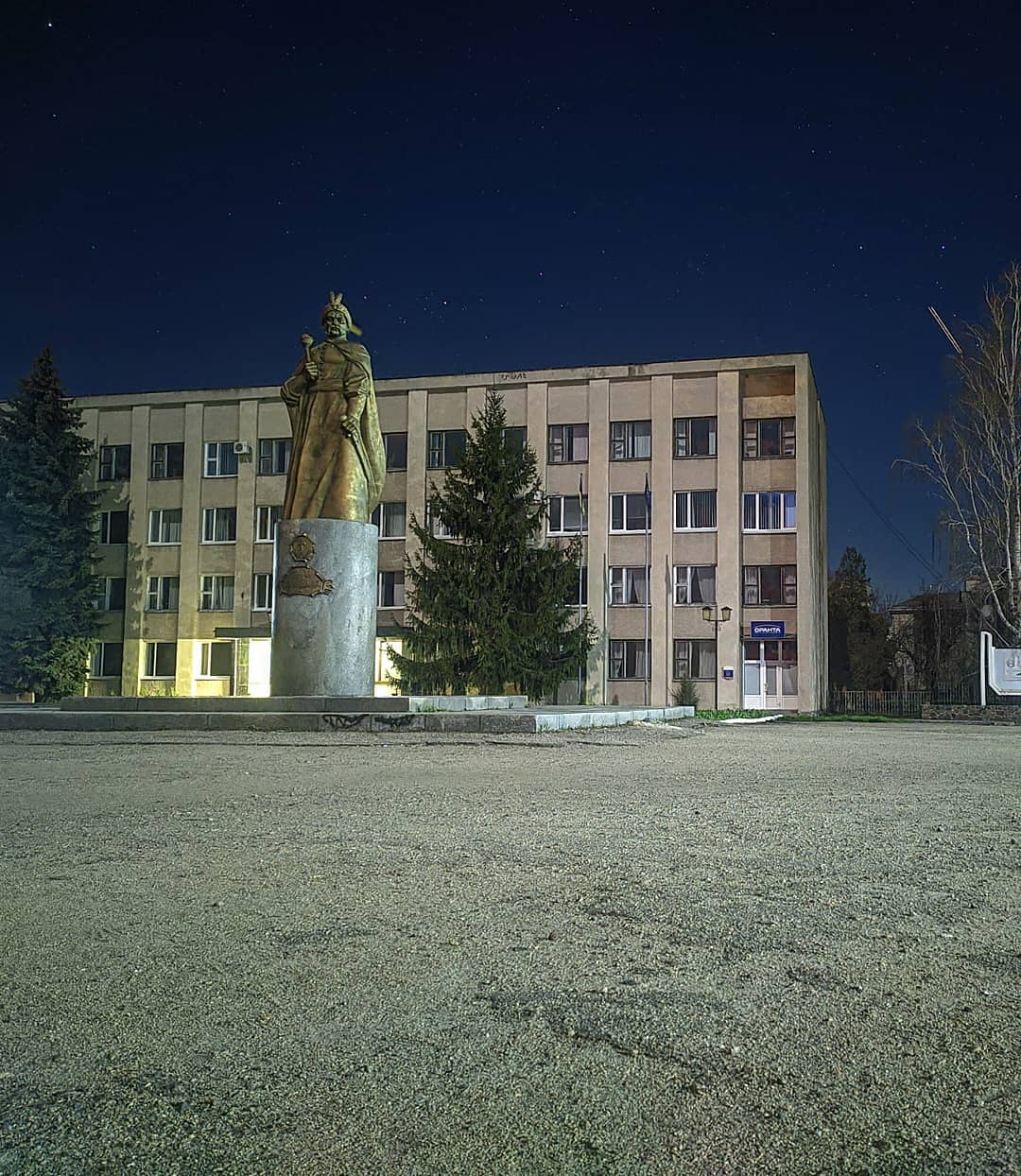
Площадь Мира: здание администрации и памятник Хмельницкому
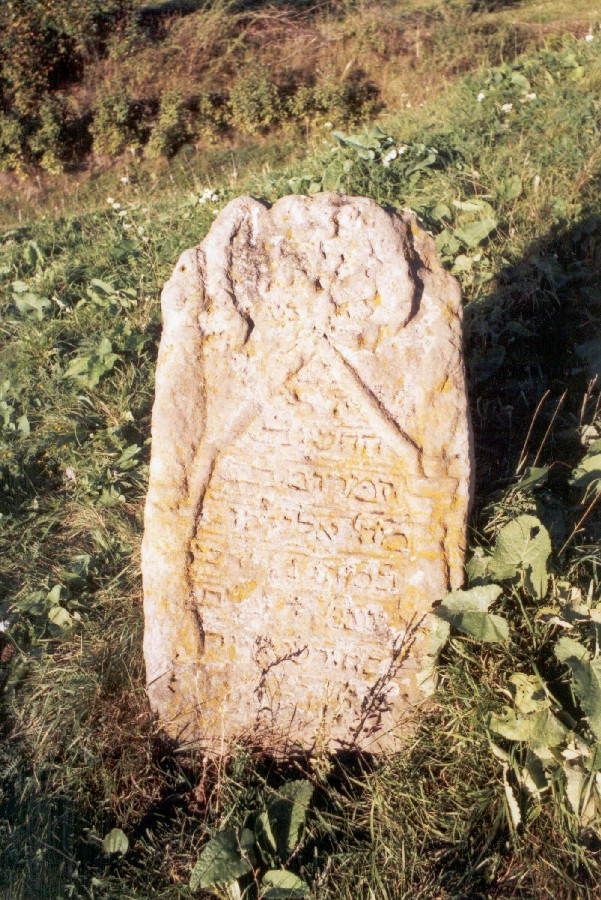
Еврейское кладбище
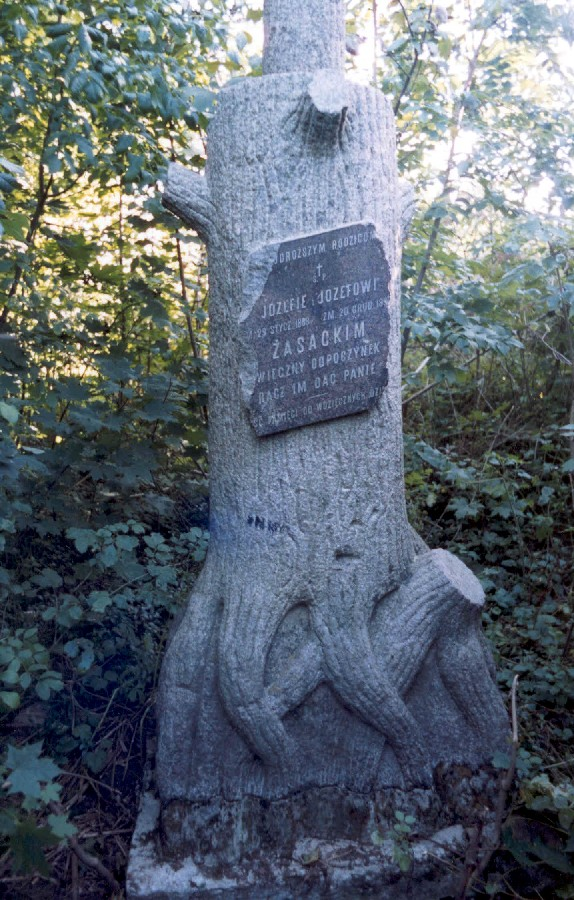
Польское кладбище

## Персоны
- В Лысянке в 1884 году, вероятно, родился драматург, сценарист и режиссёр Лео Бирински.
- Макушенко, Иван Семёнович (1867—1955) — украинский советский живописец.
- Денисенко, Александр Павлович (1909—1952) — Почётный шахтёр, Герой Социалистического Труда.
- По версии историка Маркевича, в Лысянке родился отец Богдана Хмельницкого — Михаил Хмельницкий[14].